# Leidenfrost Sándor
Leidenfrost Sándor József (Alexander Leydenfrost) (Debrecen, 1888. március 18. – New York, 1961. június) magyar származású amerikai ipari formatervező és illusztrátor volt. Az Osztrák-Magyar Monarchia bárója volt, családi címe a 16. századra nyúlik vissza. 1920-as évekbeli Amerikába költözésekor Leydenfrost megváltoztatta nevének helyesírását, hogy megpróbálja kijavítani nevének helytelen kiejtését, és nevét is megváltoztatta Sándorról a megfelelő "Alexander" névre.

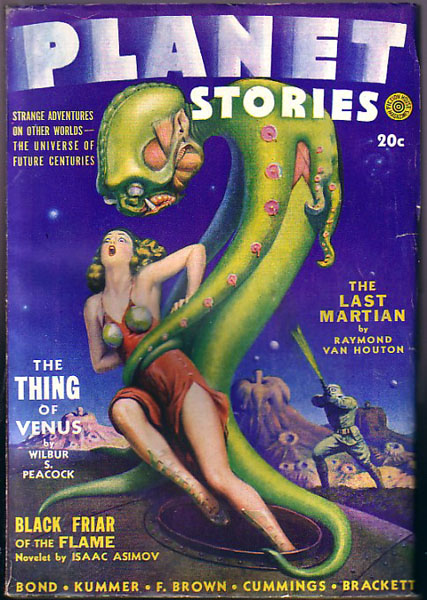

## Életpályája
1906–1911 között a Magyar Képzőművészeti Egyetem hallgatója volt. 1919-ben kinevezték az "ipari formatervezés" professzorává a Budapesti Műszaki és Gazdaságtudományi Egyetemen is. Ausztria-Magyarország összeomlása miatt 1923-ban az Egyesült Államokba kellett emigrálnia, ahol az ismert művész-illusztrátor William Andrew Pogany mellett kezdett dolgozni: színpadképeket tervezett és nagyméretű falfestményeket festett, valamint rendszeresen szerepelt a Magazine kiadványokban. 1929-ben a világhírű ipari tervező, Norman Bel Geddes munkatársa lett, aki a Toledo Scale formaterveit és a Chrysler Airflow újratervezését is kidolgozta. Részt vett az 1939-es világkiállítás pavilonjának tervezésében is a General Motors számára.
1939-ben ipari formatervezői karrierjéről a hivatásos illusztrátor-művészi pályára váltott. Rövid ideig a Planet Stories című sci-fi magazinnak dolgozott, mielőtt a Life magazin leszerződtette volna. A Life-nak szüksége volt valakire, aki képes illusztrálni az Európában kibontakozó eseményeket, és az ő fotórealista stílusa megfelelt ennek az igénynek. Egész pályafutása során továbbra is a Life magazinnak illusztrált, emellett más jelentős magazinoknak is, mint például a Skyways, Liberty, Look, Popular Science és Esquire. Annak ellenére, hogy a Planet Storiesnak készített kevés munkája, sok sci-fi rajongó a magazinnak készített műveit tartja a legjobbnak.

## Családja
Szülei Leidenfrost Ármin (1858–1922) kereskedő és Gacsáry Erzsébet (füzesgyarmati) voltak. Testvére, Leidenfrost Gyula (1885–1967) magyar tengerkutató, halbiológus, ismeretterjesztő író volt. 1923. január 12-én Budapesten házasságot kötött Knapp Klementinával.

## Fordítás
- Ez a szócikk részben vagy egészben  az   Alexander Leydenfrost című angol Wikipédia-szócikk ezen változatának fordításán alapul.  Az eredeti cikk szerkesztőit annak laptörténete sorolja fel. Ez a jelzés csupán a megfogalmazás eredetét és a szerzői jogokat jelzi, nem szolgál a cikkben szereplő információk forrásmegjelöléseként.